# Grand Prix Švýcarska 1954
Grand Prix Švýcarska 1954 (oficiálně XIV Großer Preis der Schweiz) se jela na okruhu Bremgarten v Bernu ve Švýcarsku dne 22. srpna 1954. Závod byl sedmým v pořadí v sezóně 1954 šampionátu Formule 1.

## Kvalifikace
| Poř. | No. | Jezdec                | Konstruktér | Čas      | Ztráta |
| ---- | --- | --------------------- | ----------- | -------- | ------ |
| 1    | 20  | José Froilán González | Ferrari     | 2:39.5   | —      |
| 2    | 4   | Juan Manuel Fangio    | Mercedes    | 2:39.7   | + 0.2  |
| 3    | 32  | Stirling Moss         | Maserati    | 2:41.4   | + 1.9  |
| 4    | 26  | Maurice Trintignant   | Ferrari     | 2:41.7   | + 2.2  |
| 5    | 8   | Karl Kling            | Mercedes    | 2:41.9   | + 2.4  |
| 6    | 22  | Mike Hawthorn         | Ferrari     | 2:43.2   | + 3.7  |
| 7    | 6   | Hans Herrmann         | Mercedes    | 2:45.0   | + 5.5  |
| 8    | 18  | Ken Wharton           | Maserati    | 2:46.2   | + 6.7  |
| 9    | 28  | Sergio Mantovani      | Maserati    | 2:56.9   | + 17.4 |
| 10   | 12  | Clemar Bucci          | Gordini     | 3:04.1   | + 24.6 |
| 11   | 24  | Umberto Maglioli      | Ferrari     | 3:08.2   | + 28.7 |
| 12   | 30  | Roberto Mieres        | Maserati    | 3:09.3   | + 29.8 |
| 13   | 34  | Harry Schell          | Maserati    | 3:12.1   | + 32.6 |
| 14   | 10  | Jean Behra            | Gordini     | 3:16.4   | + 36.9 |
| 15   | 14  | Fred Wacker           | Gordini     | 3:20.3   | + 40.8 |
| 16   | 2   | Jacques Swaters       | Ferrari     | 3:20.4   | + 40.9 |
| 17   | 24  | Robert Manzon         | Ferrari     | Bez času | —      |
| DNA  | 16  | Roy Salvadori         | Maserati    | Bez času | —      |
| DNA  | 36  | Toulo de Graffenried  | Maserati    | Bez času | —      |

## Závod
| Poř.   | No. | Jezdec                | Konstruktér | Počet kol | Čas/Odstoupení    | Pořadí na startu | Body |
| ------ | --- | --------------------- | ----------- | --------- | ----------------- | ---------------- | ---- |
| 1      | 4   | Juan Manuel Fangio    | Mercedes    | 66        | 3:00:34.5         | 2                | 9    |
| 2      | 20  | José Froilán González | Ferrari     | 66        | +57.8             | 1                | 6    |
| 3      | 6   | Hans Herrmann         | Mercedes    | 65        | +1 kolo           | 7                | 4    |
| 4      | 30  | Roberto Mieres        | Maserati    | 64        | +2 kola           | 12               | 3    |
| 5      | 28  | Sergio Mantovani      | Maserati    | 64        | +2 kola           | 9                | 2    |
| 6      | 18  | Ken Wharton           | Maserati    | 64        | +2 kola           | 8                |      |
| 7      | 24  | Umberto Maglioli      | Ferrari     | 61        | +5 kol            | 11               |      |
| 8      | 2   | Jacques Swaters       | Ferrari     | 58        | +8 kol            | 16               |      |
| Ret    | 8   | Karl Kling            | Mercedes    | 38        | Palivový systém   | 5                |      |
| Ret    | 26  | Maurice Trintignant   | Ferrari     | 33        | Motor             | 4                |      |
| Ret    | 22  | Mike Hawthorn         | Ferrari     | 30        | Únik oleje        | 6                |      |
| Ret    | 34  | Harry Schell          | Maserati    | 23        | Olejové čerpadlo  | 13               |      |
| Ret    | 32  | Stirling Moss         | Maserati    | 21        | Olejové čerpadlo  | 3                |      |
| Ret    | 14  | Fred Wacker           | Gordini     | 10        | Řazení            | 15               |      |
| Ret    | 10  | Jean Behra            | Gordini     | 8         | Spojka            | 14               |      |
| Ret    | 12  | Clemar Bucci          | Gordini     | 0         | Palivové čerpadlo | 10               |      |
| DNS    | 24  | Robert Manzon         | Ferrari     |           | Nehoda            |                  |      |
| Zdroj: |     |                       |             |           |                   |                  |      |

Poznámky
1. ↑  Juan Manuel Fangio získal jeden bod za zajetí nejrychlejšího kola.

## Průběžné pořadí po závodě
Pohár jezdců
|        | Pořadí | Jezdec                | Body       |
| ------ | ------ | --------------------- | ---------- |
|        | 1      | Juan Manuel Fangio    | 42 (451⁄7) |
|        | 2      | José Froilán González | 239⁄14     |
|        | 3      | Maurice Trintignant   | 15         |
|        | 4      | Mike Hawthorn         | 109⁄14     |
|        | 5      | Karl Kling            | 10         |
| Zdroj: |        |                       |            |